# Chenopodium retusum
Chenopodium retusum là loài thực vật có hoa thuộc họ Dền. Loài này được (Moq.) Juss. ex Moq. mô tả khoa học đầu tiên năm 1849.